# Phyllanthus spirei
Phyllanthus spirei är en emblikaväxtart som beskrevs av Lucien Beille. Phyllanthus spirei ingår i släktet Phyllanthus och familjen emblikaväxter.
Artens utbredningsområde är Laos. Inga underarter finns listade i Catalogue of Life.